# Sinfonía n.º 21 (Haydn)

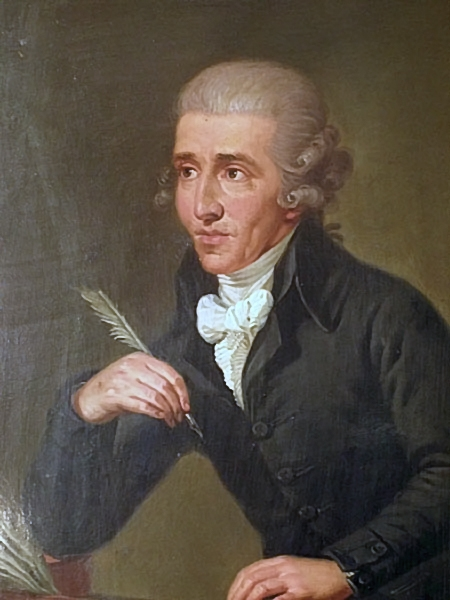
Haydn hacia 1770.

La Sinfonía n.º 21 en la mayor, Hob. I:21 fue compuesta por Joseph Haydn en 1764.

## Historia
La producción sinfónica del maestro austríaco puede dividirse a grandes rasgos en tres bloques temporales: el primer bloque (1757-1761) se corresponde con su periodo al servicio del conde Carl von Morzin (n.º 1 - n.º 5); el segundo bloque en la corte Esterházy (1761-1790 pero con la última sinfonía para el público de Esterházy en 1781); y el tercer bloque (1782-1795) comprende las Sinfonías de París (n.º 82 - n.º 87) y las Sinfonías de Londres (n.º 93 - n.º 104). El 1 de mayo de 1761 el compositor firmó su contrato como vice-kapellmeister (más tarde kapellmeister) de la familia Esterházy, que nominalmente duró 48 años, hasta su muerte.
La composición de esta pieza se desarrolló en 1764. Se conserva el manuscrito autógrafo fechado en ese año. Por aquel entonces el compositor ya era un fijo en la corte Esterházy y se deleitaba con lo que se había convertido en su orquesta estándar de oboes dobles y trompas, fagot y cuerdas. La obra actual, que se estructura al estilo de la sonata da chiesa, también muestra a Haydn experimentando con la naturaleza y la secuencia de los movimientos.

## Instrumentación
La partitura está escrita para una orquesta formada por:
- Viento madera: 2 oboes y 1 fagot.
- Viento metal: 2 trompas.
- Cuerda: una sección de cuerdas con 2 violines, viola, violonchelo y contrabajo.
- Teclado: clavecín como bajo continuo.

En aquella época se solía emplear un fagot para amplificar la voz del bajo, incluso sin una notación separada. En cuanto a la participación del clavecín como bajo continuo en las sinfonías de Haydn existen diversas opiniones entre los estudiosos: James Webster se sitúa en contra; Hartmut Haenchen a favor; Jamie James en su artículo para The New York Times presenta diferentes posiciones por parte de Roy Goodman, Christopher Hogwood, H. C. Robbins Landon y James Webster. A partir de 2019 la mayor parte de las orquestas con instrumentos modernos no utiliza el clavecín como continuo. No obstante, existen grabaciones con clavecín en el bajo continuo realizadas por: Trevor Pinnock (Sturm und Drang Symphonies, Archiv, 1989-1990); Nikolaus Harnoncourt (n.º 6–8, Das Alte Werk, 1990); Sigiswald Kuijken (incluidas las Sinfonías de París y Londres; Virgin, 1988-1995); Roy Goodman (Ej. n.º 1-25, 70-78, 82-87; Hyperion, 2002).

## Estructura y análisis
La sinfonía consta de cuatro movimientos:
- I. Adagio, en la mayor 3
4
- II. Presto, en la mayor 4
4
- III. Menuet, en la mayor – Trio, en la menor 3
4
- IV. Allegro molto, en la mayor 4
4

La interpretación de esta obra dura aproximadamente entre 15 y 20 minutos. Al igual que las Sinfonías n.º 5 y n.º 11, presenta una estructura típica de Haydn en la que los cuatro movimientos están en la misma tonalidad y el primer movimiento lento es especialmente expresivo. Estas obras se denominan "sinfonías de iglesia", pero en general este término sólo puede aplicarse a la antigua sonata da chiesa con su movimiento lento de apertura, ya que Haydn no las escribió para la iglesia en absoluto. Esta composición muestra a Haydn experimentando con la naturaleza y la secuencia de los movimientos. Estos movimientos presentan estructuras inusuales que hacen que su forma sea difícil de identificar. Las partes que pertenecen a la forma sonata son a veces difíciles de reconocer y a menudo identificadas "sólo en de manera retrospectiva".

### I.Adagio
El primer movimiento, Adagio, está escrito en la tonalidad de la mayor, en compás de 3/4 y sigue la forma sonata. En lugar de un movimiento de apertura rítmicamente vivaz, empieza con un Adagio emotivo y dignamente sentido, conducido por palpitantes notas reiteradas en el acompañamiento, que evocan a Händel en su nobleza. La sección central presenta algunos giros cromáticos imprevisibles. La interacción entre las cuerdas y los vientos en el inicio del Adagio es extremadamente sutil. No hay repeticiones, el movimiento está compuesto de principio a fin por así decirlo y presenta bellas escenas barrocas en el centro.

### II.Presto
El segundo movimiento, Presto, está también en la mayor y en compás de 4/4. El siguiente movimiento contrasta por completo con el anterior, ya que es vertiginoso y con una energía incesante. Normalmente el Presto ocuparía el puesto del Finale, pero que aquí se desarrolla para acomodarse a la sonata. Incluye un martilleado motivo de seis notas que, solo o en combinación, domina la acción. De nuevo, las notas reiteradas son un rasgo destacado en lo que es prácticamente un perpetuum mobile.

### III.Menuet – Trio
El tercer movimiento, Menuet – Trio, está en la mayor mientras que en el trío pasa a la menor y el compás es 3/4. El minueto sigue el antiguo estilo cortesano, pero es curioso observar el desagrado con el que fue recibido por los críticos. Las octavas dobles del tema principal se consideraron vulgares y se compararon con el canto al unísono de un padre y un hijo mendigos. El trío está escrito para cuerdas sin acompañamiento y recuerda un poco a Eine kleine Nachtmusik (1787) de Mozart.

### IV.Allegro molto
El cuarto y último movimiento, Allegro molto, retoma la tonalidad inicial y el compás de 4/4. El Finale sigue la misma línea que el Presto, bullicioso y brillante. Yuxtapone una fórmula rítmica marcada forte del segundo movimiento con un motivo sincopado marcado piano. Hay tantas ideas en cada tema que da la impresión de un constante "fortspinnung" espontáneo. Lo más sorprendente es la interacción nota a nota entre los violines primero y segundo en el primer tema. En una interpretación en directo con estos grupos divididos, el efecto debe de ser eléctrico según Reisig.